# Zapasy na Igrzyskach Panamerykańskich 1999
Zapasy na Igrzyskach Panamerykańskich 1999, odbywały się w dniach 23 - 26 lipca w Winnipeg. W tabeli medalowej tryumfowali zapaśnicy z USA.

## Tabela medalowa
|   | Państwo           |    |    |    | Razem: |
| - | ----------------- | -- | -- | -- | ------ |
| 1 | Stany Zjednoczone | 8  | 5  | 3  | 16     |
| 2 | Kuba              | 7  | 7  | 2  | 16     |
| 3 | Kanada            | 1  | 2  | 5  | 8      |
| 4 | Wenezuela         | 0  | 1  | 2  | 3      |
| 5 | Peru              | 0  | 1  | 1  | 2      |
| 6 | Kolumbia          | 0  | 0  | 1  | 1      |
| 6 | Meksyk            | 0  | 0  | 1  | 1      |
| 6 | Portoryko         | 0  | 0  | 1  | 1      |
|   | razem:            | 16 | 16 | 16 | 48     |

## Wyniki

### W stylu klasycznym
| Waga   | złoty               | srebrny         | brązowy           |
| ------ | ------------------- | --------------- | ----------------- |
| 54 kg  | Lázaro Rivas        | David Ochoa     | Steven Mays       |
| 58 kg  | Dennis Hall         | Roberto Monzón  | Sidney Guzmán     |
| 63 kg  | Juan Luis Marén     | Enrique Cubas   | Gleen Nieradka    |
| 69 kg  | Liubal Colás        | David Zuniga    | Luis Izquierdo    |
| 76 kg  | Matt Lindland       | Filiberto Ascuy | Rodolfo Hernández |
| 85 kg  | Luis Enrique Méndez | Quincey Clark   | Eddy Bartolozzi   |
| 97 kg  | Reynaldo Peña       | Jason D.Klohs   | Colbie Bell       |
| 130 kg | Héctor Milián       | Dremiel Byers   | Rafael Barreno    |

### W stylu wolnym
| Waga   | złoty            | srebrny          | brązowy               |
| ------ | ---------------- | ---------------- | --------------------- |
| 54 kg  | Wilfredo García  | Paul Ragusa      | Eric John Akin        |
| 58 kg  | Gia Sissaouri    | Eric Guerrero    | Yoendri Albear Ferrer |
| 63 kg  | Cary Kolat       | Carlos Ortíz     | Marty Calder          |
| 69 kg  | Lincoln McIlravy | Yosvany Sánchez  | Daniel Igali          |
| 76 kg  | Joe Williams     | Yosmany Romero   | Manuel García         |
| 85 kg  | Les Gutches      | Gary Holmes      | Yoel Romero           |
| 97 kg  | Dominic Black    | Wilfredo Morales | Dean Schmeichel       |
| 130 kg | Stephen M.Neal   | Alexis Rodríguez | Wayne Weathers        |